# Гараев, Фаиг Али оглы
Гараев Фаиг Али оглы (азерб. Faiq Əli oğlu Qarayev; род. 25 августа 1959, Агстафа) — азербайджанский спортивный функционер. Главный тренер женской сборной Азербайджана по волейболу (с 2023). Вице-президент Федерации волейбола Азербайджана (с 2023).

## Биография
Фаиг Али оглы Гараев родился 25 августа 1959 года в Агстафе. С юных лет проявлял интерес к спорту, особенно к волейболу, и начал заниматься им в возрасте 14 лет. Обучался в Баку, где начал свою спортивную карьеру.
Активно участвует в общественной жизни и является членом различных спортивных организаций. Известен своим вкладом в развитие волейбола в Азербайджане и воспоминаниями о значимых событиях, таких как 20 января 1990 года.

## Спортивная карьера
В качестве игрока Фаиг Гараев добился значительных успехов в волейболе.

## Тренерская деятельность
После завершения карьеры игрока, Гараев переключился на тренерскую работу. 
Он был важной частью волейбольной команды «Нефтчи», которая выигрывала многочисленные титулы на национальных и международных соревнованиях. 
В 1987 году «Нефтчи» под его руководством вышел в первую лигу СССР по волейболу, в сезоне 1989/1990 заняла бронзовые медали. В 1991 году команда выиграла Кубок СССР. В розыгрыше 1992/1993 заняла второе место в Кубке вызова ЕКВ.
Он возглавил клуб «Азеррейл», который стал одним из сильнейших клубов в женском волейболе Азербайджана. В 2002 году он выиграл Кубок Top-Teams, в 2011 году — Кубок вызова ЕКВ
В 2015 году Фаиг Гараев был назначен главным тренером женской сборной Азербайджана. 27 декабря 2023 года вновь вернулся на пост тренера национальной команды.
Вице-президент Федерации волейбола Азербайджана (с 11 апреля 2023).

## Награды
- 25 октября 2007 — Орден «Слава» — за заслуги в развитии олимпийского движения в Азербайджанской Республике[6]
- 17 октября 2019 — Орден «Труд» II степени — за заслуги в развитии спорта в Азербайджане[7]
- 23 декабря 2024 — Персональная пенсия Президента Азербайджанской Республики — за заслуги в развитии спорта в Азербайджане[8].